# 莫天賦
莫天賦（1528年—？），字子翼，廣東雷州府海康縣人，軍籍，明朝政治人物。

## 生平
嘉靖二十八年（1549年）己酉科廣東鄉試第二十八名舉人。嘉靖四十一年（1562年）中式壬戌科會試第一百四十一名，三甲第九十八名進士。次年授莆田县知县，三年任满，擢南京刑部主事，晋郎中，出守大理。升广西右江兵备道副使，致仕归，卒于家，祀乡贤。

## 家族
曾祖莫愈良；祖父莫柔；父莫敖，母唐氏。严侍下。兄天希、天民，弟天然。子莫尔先，万厯戊子科顺天举人。